# Phoperigea variegata
Phoperigea variegata är en fjärilsart som beskrevs av Sir George Hamilton Kenrick 1917. Phoperigea variegata ingår i släktet Phoperigea och familjen nattflyn. Inga underarter finns listade i Catalogue of Life.